# Момчилград
Момчи́лград (болг. Момчилград [momˈt͡ʃiɫɡrat], досл. «місто Момчил», до 1934 болг. Местанлъ, тур. Mestanlı) — місто в Кирджалійській області Болгарії. Адміністративний центр общини Момчилград.
Поселення датується середньовіччям і з 17 століття його назва часто згадується в багатьох історичних джерелах як адміністративний центр каази Султан Єрі в Османській імперії, а також майже в усіх щорічниках і реєстрах наступних століть. Місцеве населення було турками. У 18-19 століттях оселилися багато болгар. З 1980-х років почали надходити емігранти в основному з Кірківщини (Кірково, Завоя, Дружинці, Кремен, Дрангово (Керджалівський район), Чакаларово, Лозенградці), з Неделиного села Гарнати та ін.
Перший більш детальний опис міста належить французькому географу Огюсту Вікенелю, який писав: «Місто Мастанлі — адміністративний центр каази Султан Єрі, яка в 1847 році була відокремлена від Гюмульгіни. Зараз входить до складу Пловдивського (Філібенського) санджаку. Мастанли - це центр з 300 - 400 будинків, розташований біля підніжжя гори. Населення переважно мусульмани, і їхнє життя дуже гарне. Губернаторська вілла розташована за 15 хвилин їзди на захід від міста. Весь прибуток з краю з давніх часів султан віддавав своїй дочці як карету і з цієї причини нинішня кааза досі називається Султан Єрі – тобто. земля султан. У другій половині 19 століття в місті розташовувалися маслозавод, фінансове управління, суд і конак.
Балканські війни виявилися доленосними для міста, регіону та всього населення. Дата 4 листопада 1912 року знаменує собою початок територіального приєднання Мастанлі, економічної, соціальної та культурної інтеграції до Болгарської держави. Наприкінці Першої світової війни територія всього Гюмюрджинського санджаку була приєднана до Болгарії під назвою Гюмюрджинський район.
Завдяки новому адміністративному устрою в 1920 році Мастанлі дають назву новому району, що охоплює більшу частину регіону Східних Родоп - Мастанлійський район. До його складу входять Мастанлійський, Егрідерський, Кошукаваський, Ортакойський та Кърджалійський райони, об'єднані в 1925 р. Місто Мастанли дало назву новим адміністративним одиницям, але через відсутність відповідної забудови не стало їх центром. У 1934 році за наказом Мастанли було перейменовано в Момчилград.
У 1920-х роках почався процес постійного поселення болгар у місті. Так народилося різноманітне мастанлійське суспільство і стало зразком унікального мирного співіснування різних етнічних і релігійних груп.
Старий Мастанлі формувався і розвивався переважно як ринковий центр. Маловідомо, що вівторок як базарний день міста був визначений у 1917 році тодішнім міським урядом. Ринок у вівторок досить багато відвідуваний і досить колоритний. З 1927 року складається перший містобудівний план - починається формування міського торгового центру з двома перпендикулярними вулицями - головною вулицею на дорозі Кърджалі - Маказа і вулицею, що веде до залізничного вокзалу. Одним із перших кроків була перша електрифікація – 1936 р., перший водопровід від джерела біля села Патевець – 1930 р. Подією загальнодержавного значення є введення в експлуатацію та введення в експлуатацію залізничної лінії Раковські-Гасково-Мастанлі, яка дає сильний поштовх до розвитку торгівлі в місті. Перший потяг зустріли на станції Мастанли 4 грудня 1932 року. Таким чином, місто виросло як важливий торговий центр і перехрестя доріг, на в’їзді та виїзді між Центральною Болгарією та Родопським регіоном. У наступні роки Момчилград був важливою залізничною станцією на лінії, що розділяла країну на дві частини і з'єднувала Північну з Південною Болгарією - Русе - Момчилград.
Потреби світського духовного життя зумовлюють необхідність створення культурно-освітніх закладів. У 1922 р. збудовано будинок Мастанлийської приватної світської школи. У 1926 р. було створено громадський будинок «Нове життя», через рік відкрито болгарську школу. У 1934 році було освячено новозбудований будинок початкової школи в місті. Масштабне будівництво свого часу продовжується будівництвом церкви «Св. Цар Борис» у 1938/39 рр. Тоді почалося будівництво «Національних павільйонів» у Момчилграді - так називали казарми в місті, в яких розміщувалася 10-а Родопська піхотна дивізія.
Наказом 3225 було перейменовано 21 населений пункт, серед них місто Мустанли, яке отримало назву Момчилград . Мастанлівський район проіснував до 1934 року, коли його територія увійшла до новоствореної Старозагорської області, але й тоді Момчилград зберіг статус районного міста. Пізніше він увійшов до складу Карджалівського району, багато років був центром системи розселення, а з 1987 року — міським центром.
Сьогодні від колишніх мікрорайонів – Чорбаджійської, Читаці, Сапуновської – залишилися лише фотографії. Місто сформовано як сучасний центр – чистий, привітний, красивий і улюблений його жителями. Розташований у стратегічному місці, він є географічним центром Східних Родоп і природним перехрестям, приймаючи та направляючи пасажиропотік у Карджалі, Кірково, Крумовград, Джебель та Златоград.
У сільській місцевості розвинене землеробство (тютюн, перець) і тваринництво (корови, ягня, кози). У міській частині розташовані промислові зони, в яких розвиваються столярні, металеві, промислові, текстильні та інші. майстерні та фабрики.

## Населення
За даними перепису населення 2011 року у місті проживала 7831 особа.
Національний склад населення міста:
| Національність   | Кількість осіб | Відсоток |
| ---------------- | -------------- | -------- |
| турки            | 5049           | 75,1%    |
| болгари          | 1454           | 21,6%    |
| цигани           | 26             | 0,4%     |
| інша             | 22             | 0,3%     |
| не визначились   | 169            | 2,5%     |
| Всього відповіли | 6720           |          |

Розподіл населення за віком у 2011 році:
Динаміка населення: